# Blaak (métro de Rotterdam)
Blaak est une station de la section commune des lignes A, B et C du métro de Rotterdam. Elle est située au centre-ville de Rotterdam aux Pays-Bas.
Mise en service en 1982, elle est desservie depuis 2009 par les rames des lignes A, B et C du métro. Depuis 1993 elle est située au premier niveau souterrain d'un ensemble multimodale comprenant notamment la gare de Rotterdam-Blaak (NS), située au deuxième niveau souterrain, et un arrêt du tramway de Rotterdam, situé en surface.

## Situation sur le réseau

Plan du métro.

Établie en souterrain, au premier niveau d'un ensemble multimodale, Blaak, est une station de passage de la section commune entre la ligne A, la ligne B et la ligne C du métro de Rotterdam. Elle est située : entre la station Oostplein, sur la section commune (A+B+C), en direction du terminus nord de la ligne A Binnenhof, ou du terminus nord de la ligne B Nesselande ou du terminus nord de la ligne C De Terp ; et la station Beurs, également sur la section commune (A+B+C), en direction : du terminus sud-ouest de la ligne A Vlaardingen-West, ou terminus sud-ouest de la ligne B Hoek van Holland-Haven, ou du terminus sud de la ligne C De Akkers,,,.
Elle comporte trois voies qui desservent un quai central et un quai latéral.

## Histoire
La station Blaak est mise en service le 10 mai 1982, lors de l'ouverture à l'exploitation de la section de Coolhaven à Capelsebrug, d'une ligne que l'on dénomme alors la ligne Est-Ouest (nl).
Lors du chantier de construction de la station du métro, l'emplacement de la future gare NS souterraine est préparée. Le chantier reprend avec, en 1990, la démolition du bâtiment en surface de la gare pour permettre la construction de la structure multimodale située au-dessus des deux niveaux souterrains de la station du métro et de la gare. Due à l'architecte Harry Reijnders (nl) cette nouvelle installation est inaugurée le 15 septembre 1993 par la reine Beatrix.
Les lignes du métro sont renommées, en décembre 2009, selon la dénomination : A, B et C.

## Services aux voyageurs

### Accès et accueil
L'accès est commun avec celui de la gare de Rotterdam-Blaak. La station du métro, située au premier niveau souterrain, est équipée d'automates pour l'achat ou la recharge de titres de transports et elle dispose d'ascenseurs pour l'accessibilité des personnes à la mobilité réduite.

Centre multimodal
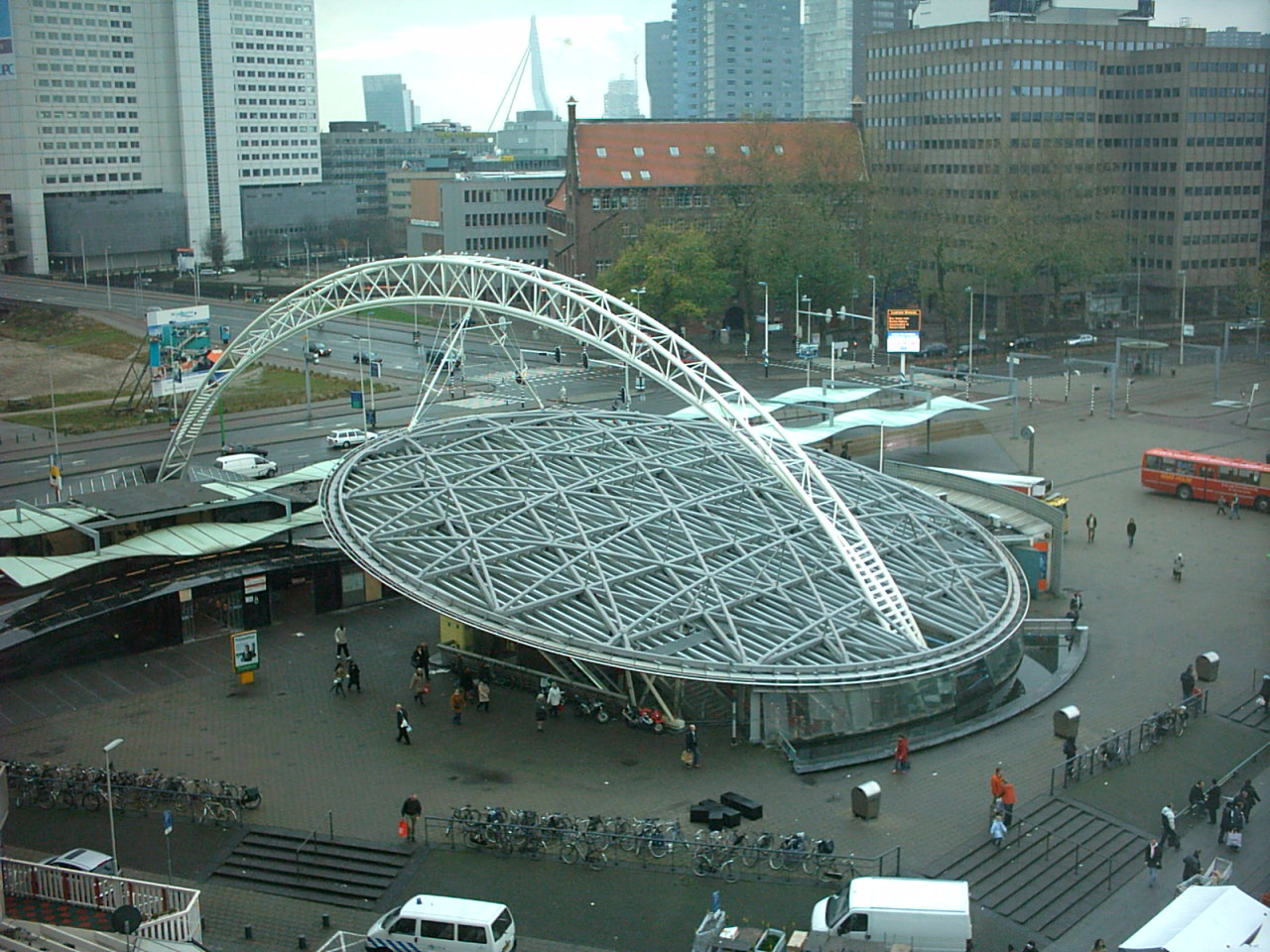
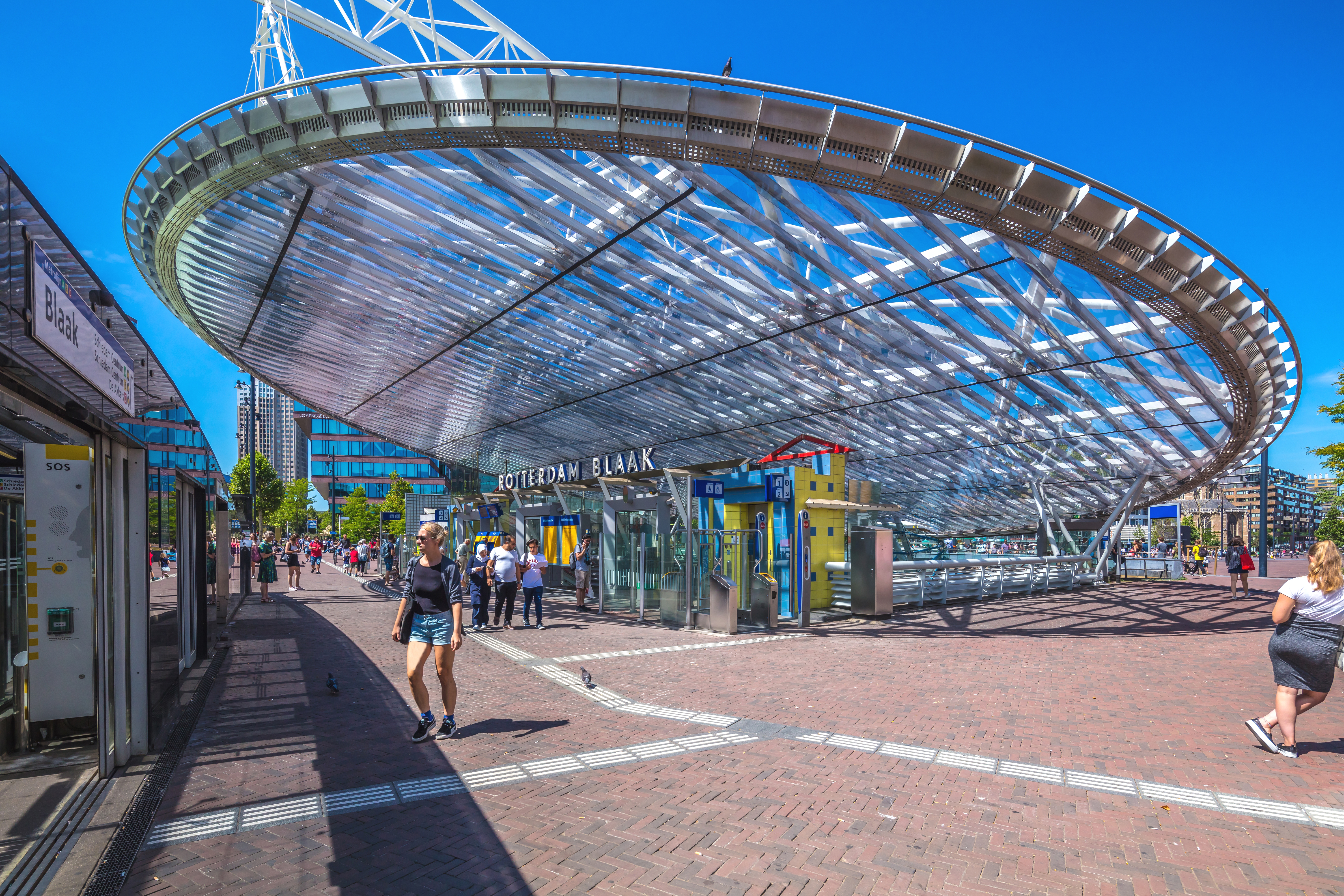
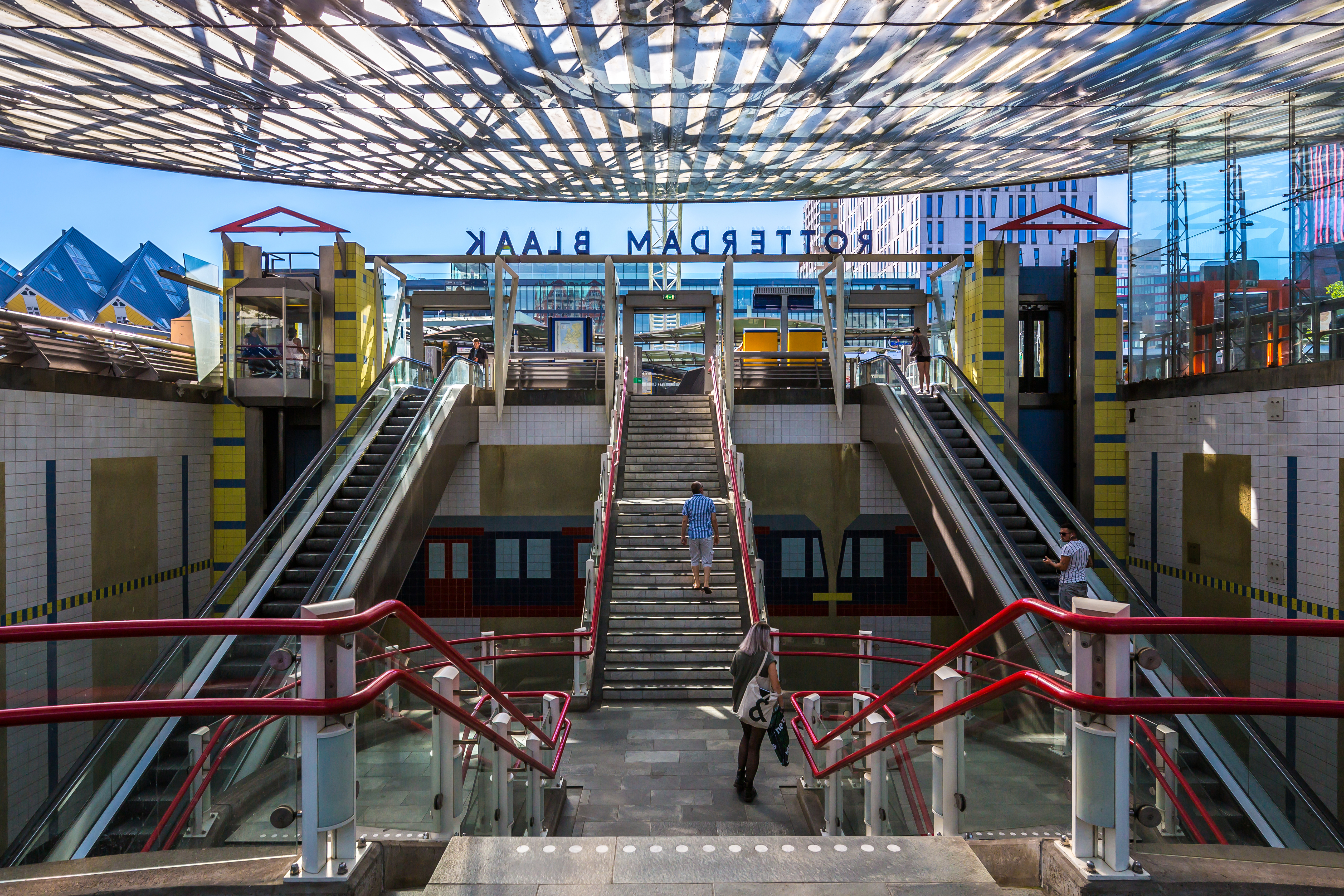

### Desserte
Blaak est desservie par les rames des lignes A, B et C du métro.

Installations et desserte
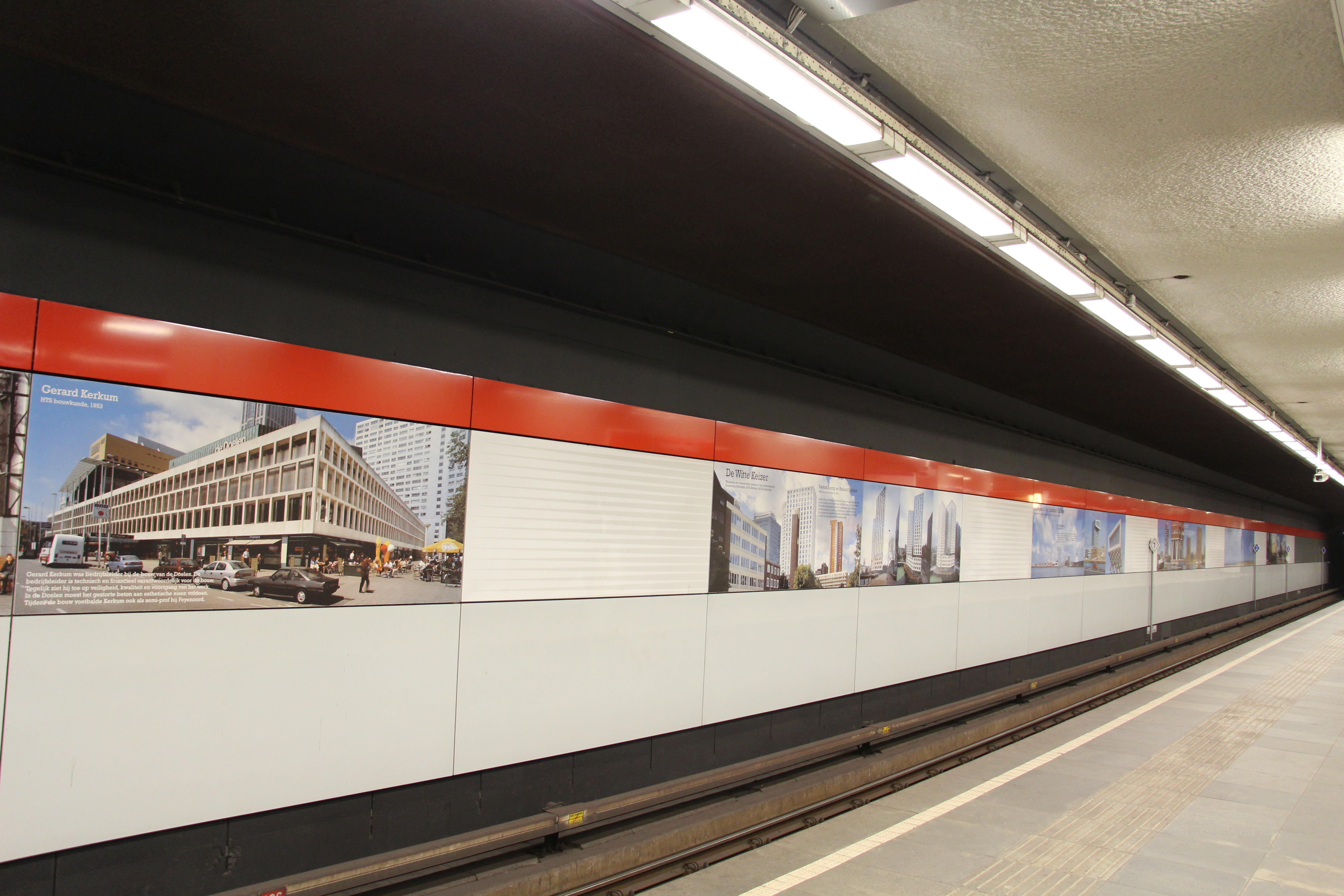
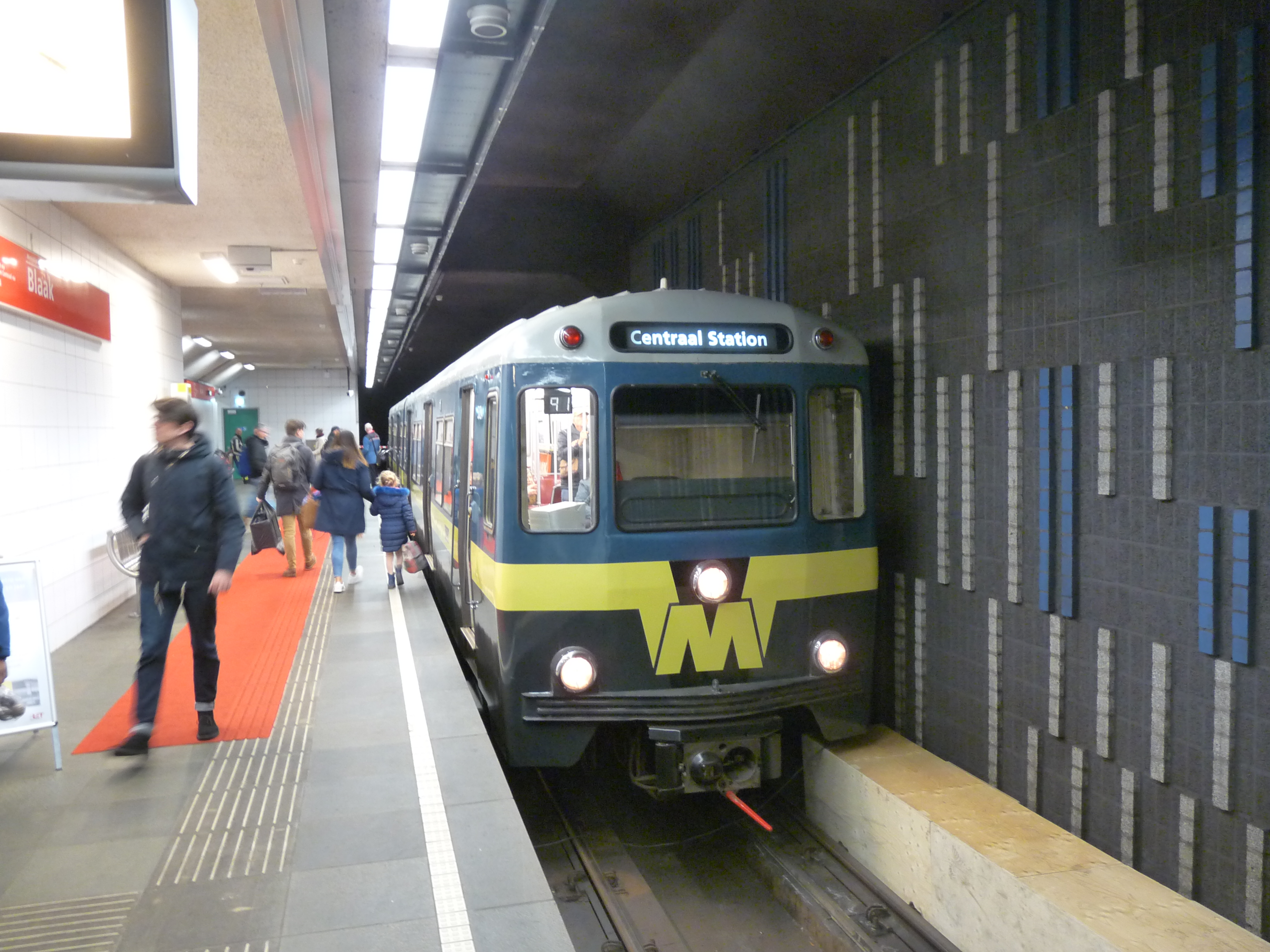
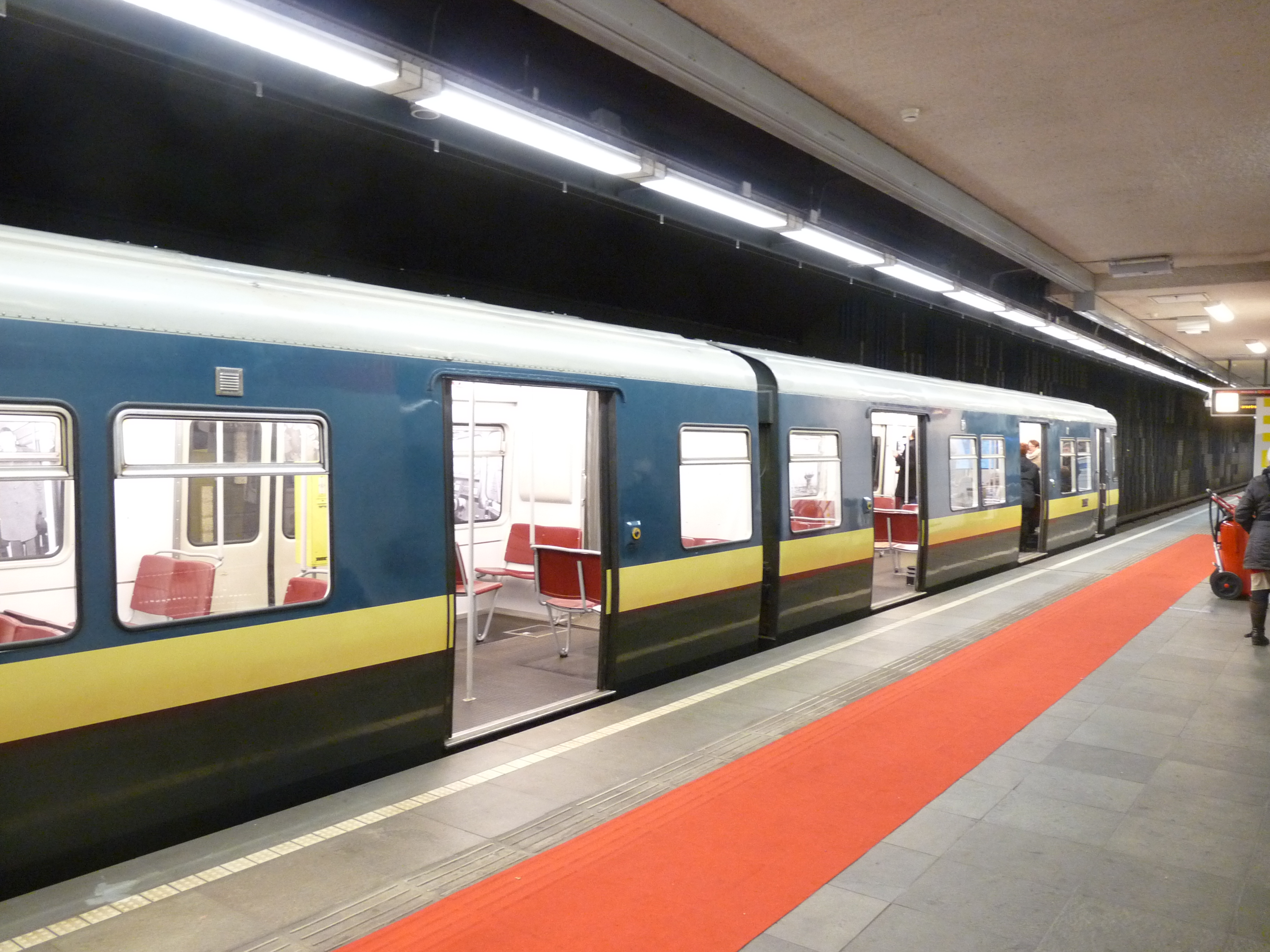

### Intermodalité
La station est en correspondance directe : avec les quais de la gare de Rotterdam-Blaak, située en dessous ; et avec la station, des lignes 21 et 24 du tramway de Rotterdam, située en surface, face à l'entrée des installations souterraines. À proximité un arrêt de bus est desservi par la ligne 26 et les bus du service de nuit BOB de la ligne B5.
Par ailleurs, pour les vélos : sont installés à proximité, des parcs ouverts, un parc fermé et sécurisé Fietsenstalling et une station de vélos en libre-service OV-fiets.

Station du tramway et parcs à vélos
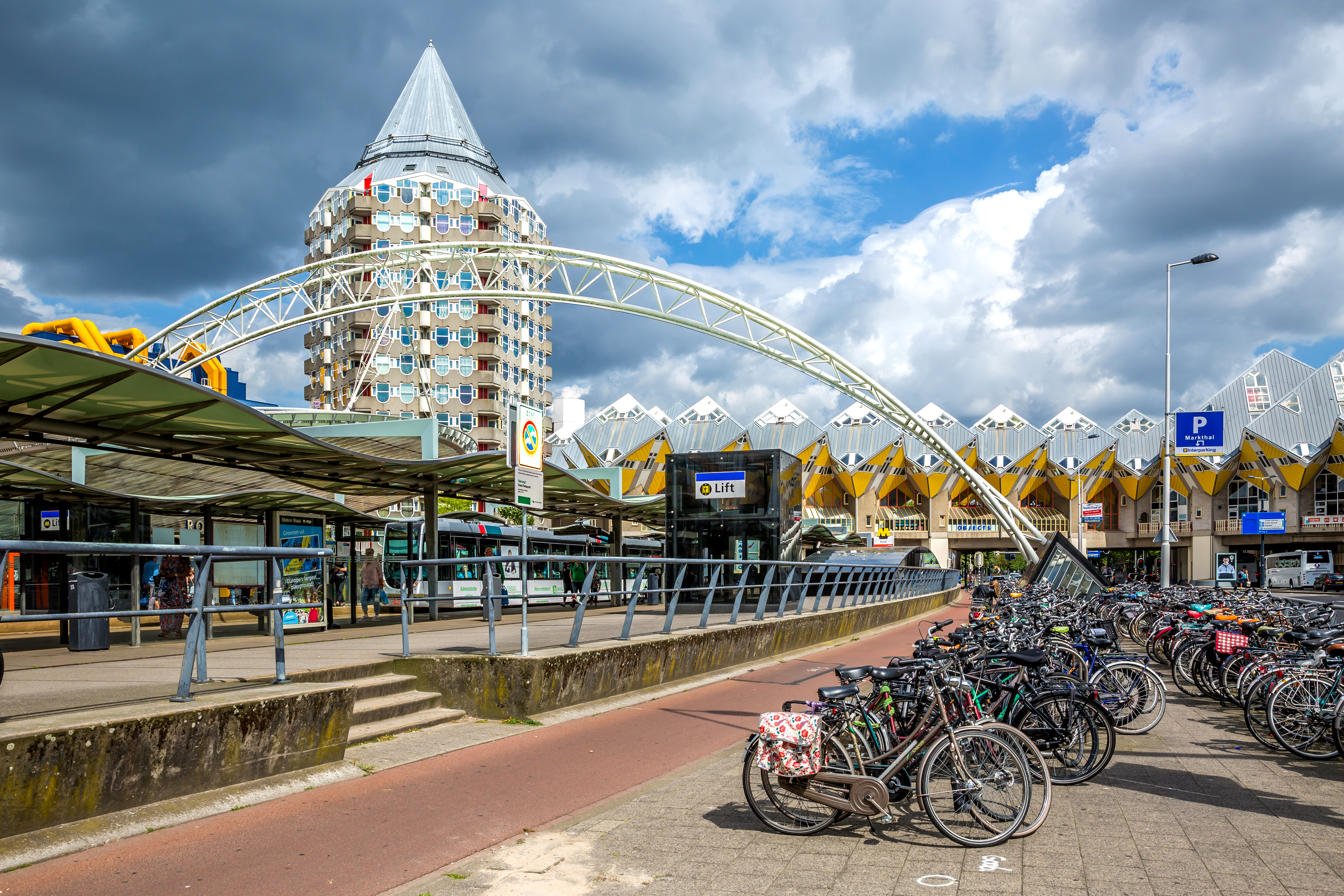
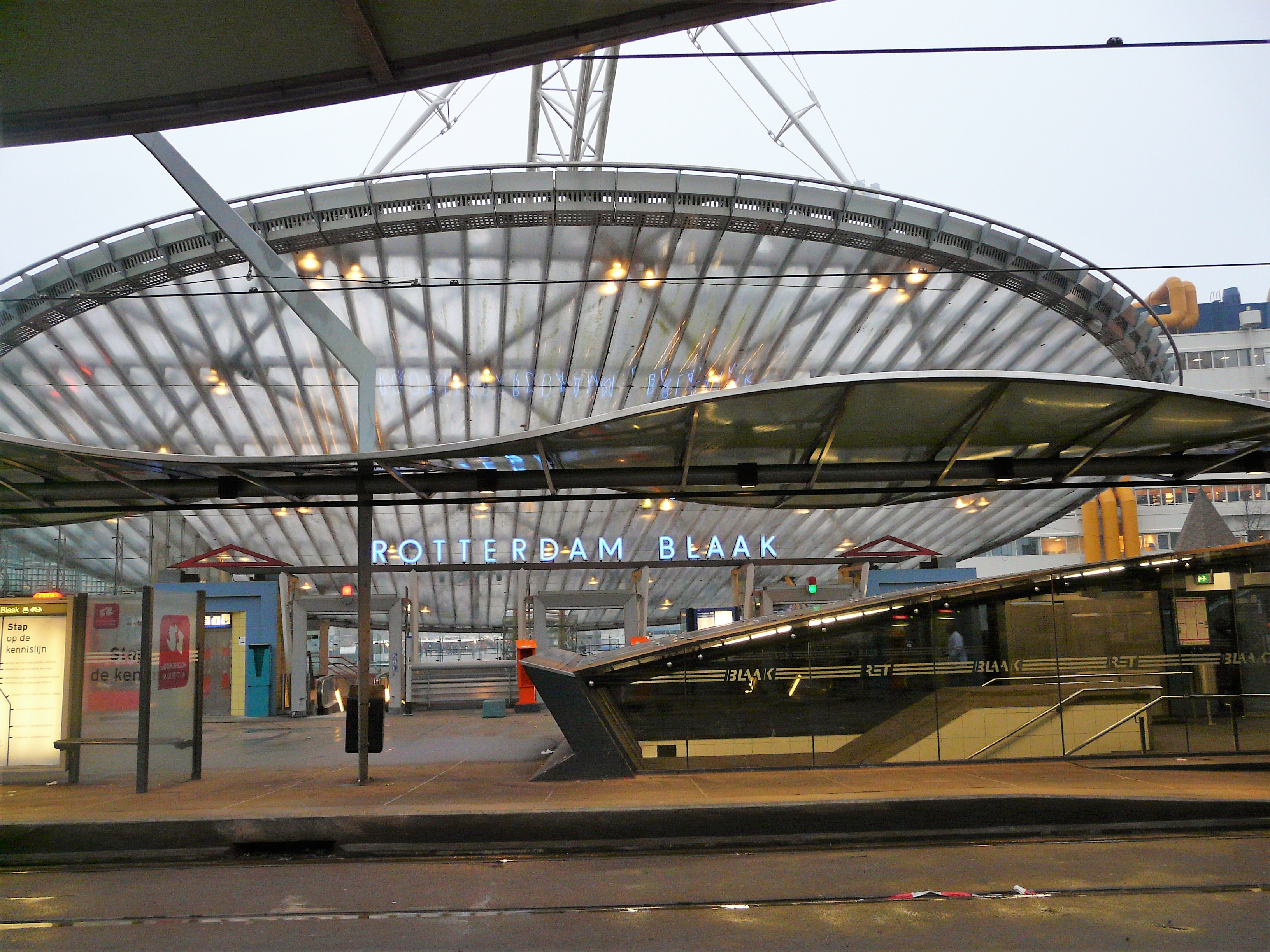
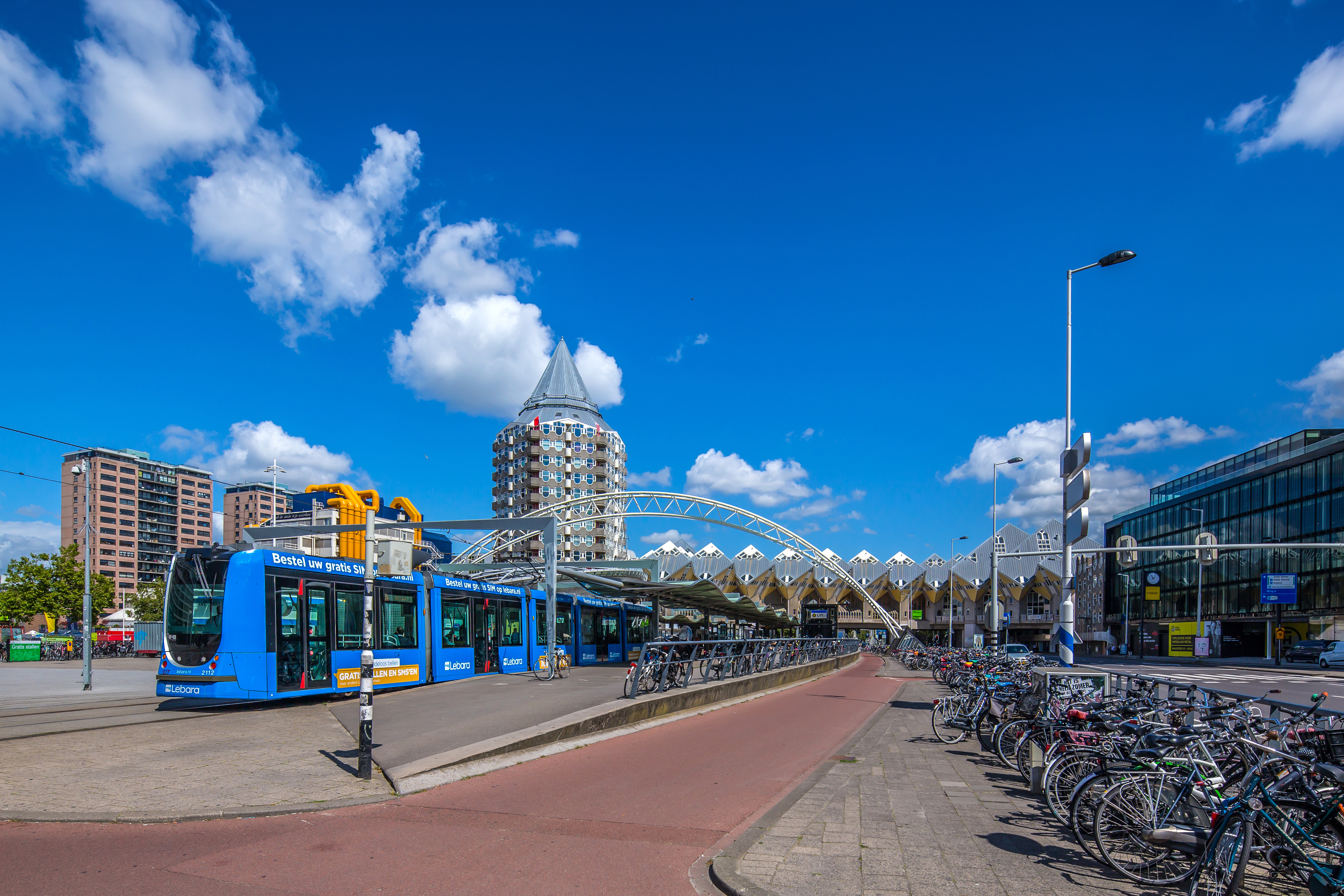

## À proximité
- Rotterdam-Centre
- Maison cubique
- Bibliothèque centrale de Rotterdam (nl)